# Jean de Hotteterre
Jean de Hotteterre (* um 1610 in La Couture-Boussey; † 1691 ebenda) war ein französischer Drechslermeister, Instrumentenbauer und Musettespieler aus Paris.

## Leben und Werk
Jean de Hotteterre heiratete am 22. August 1628 Marguerite Delalande und ließ sich um 1630 in Paris nieder. Er gehörte zur weitverzweigten Familie der Hotteterres, die nach 1640 in Zusammenarbeit mit der königlichen Kapelle in Paris als Musiker und Instrumentenbauer die neuen Barockblockflöten, Traversflöten und Oboen wegweisend mitkreierten. Um 1650 trat er in die Musique de la Grande Écurie zu Versailles ein. Hier fiel er nicht weiter auf. Geschickter als auf seinem Instrument agierte Jean de Hotteterre als Instrumentenbauer. Er vervollkommnete den Bordun der Musette. 1664 kaufte er ein Haus in Evreux, das er zu seiner Werkstätte umfunktionierte. Das Haus trug als Firmenzeichen einen Anker, der auch als Firmenzeichen für seine Instrumente diente. Er stellte dieses Markenzeichen seinen Nachfolgern weiter zur Verfügung, so dass es keine Sicherheit gibt, dass mit dem Anker gekennzeichnete Instrumente aus seinen Händen hervorgegangen sind. Einige seiner berühmten Zeitgenossen waren in Paris die Instrumentenbauer Jean Jacques Rippert und Pierre Naust.